# Akvamanile

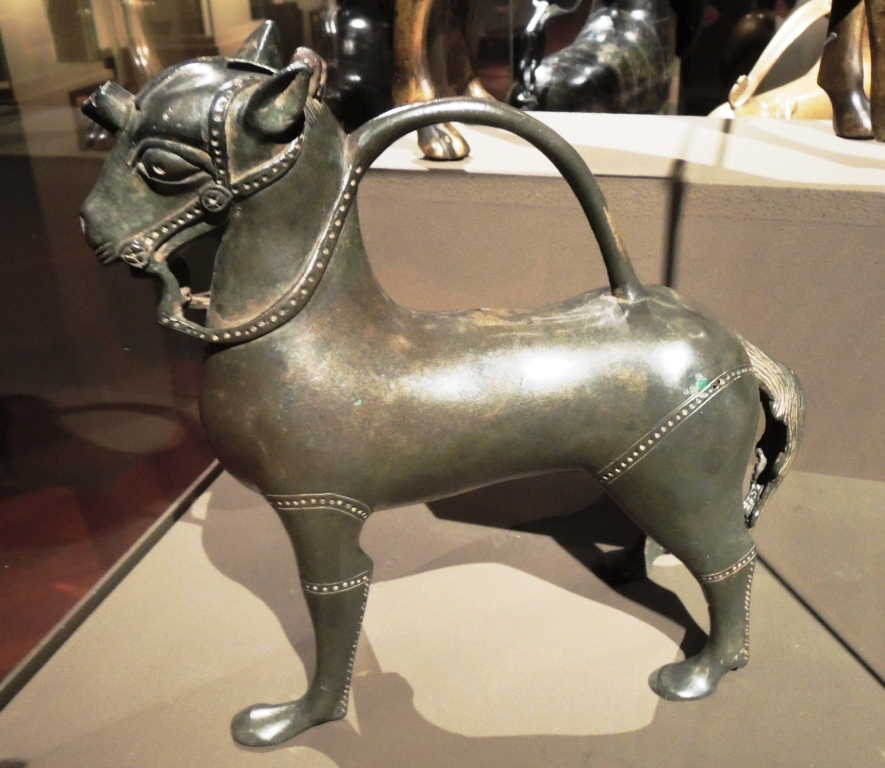
Akvamanile (Čechy? 13. stol.)

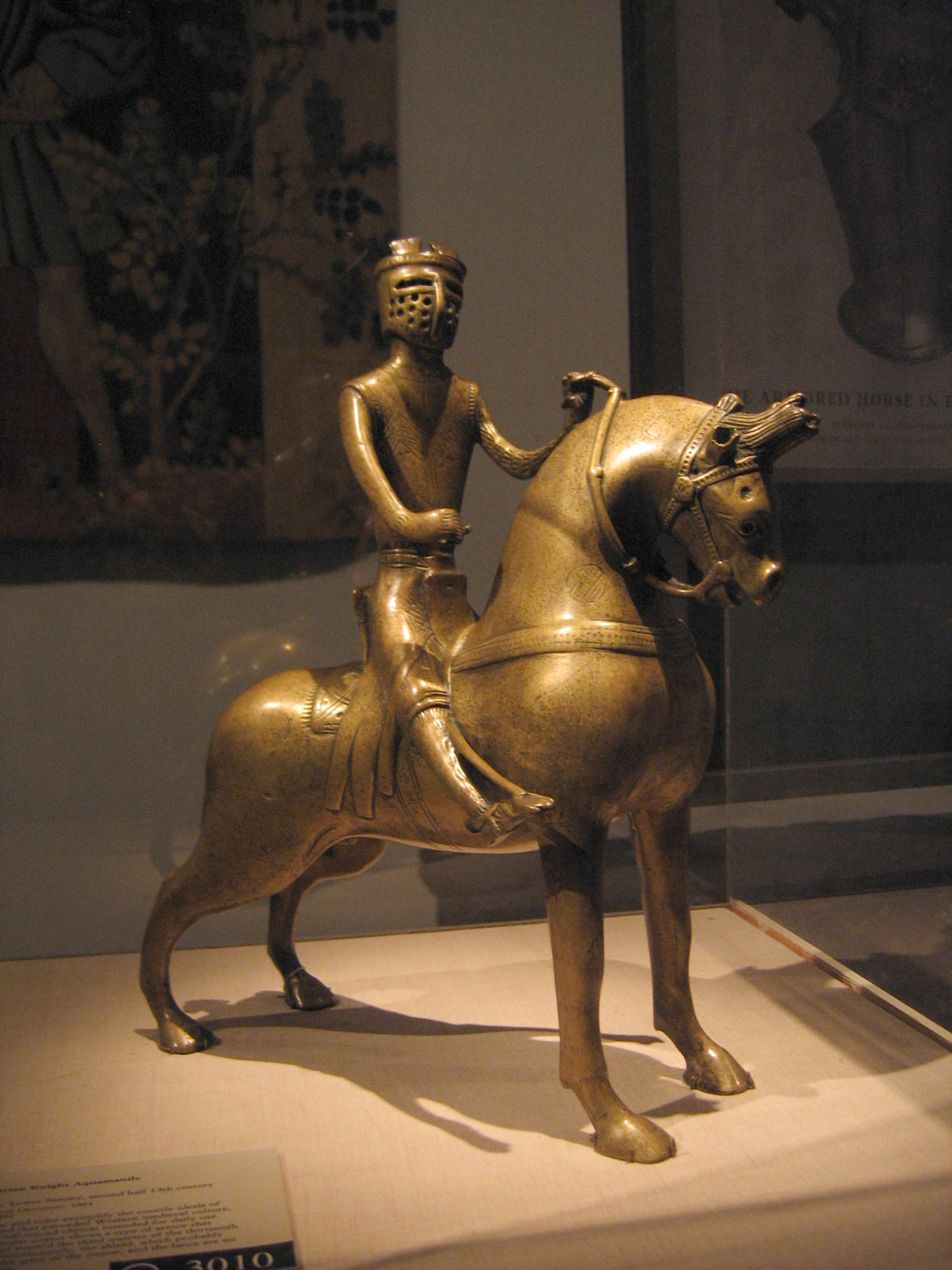
Bronzové akvamanile ve tvaru rytíře na koni z 2. poloviny 13. století

Akvamanile (též akvamanila) je konvička na vodu zoomorfních tvarů, nejčastěji šlo o lvy, koně či bájná fantastická zvířata, někdy i s jezdcem. Nádoba se vyráběla z bronzu, stříbra či keramiky, která byla často polévána zelenou glazurou. Nádoba o váze několika kilogramů měla otvor s víčkem, který se nacházel většinou na hlavě vyobrazeného zvířete, hubička byla ukryta v tlamě či na hrudi. Název je odvozen z latinských slov aqua (voda) a manus (ruka).

## Historie
Takovéto keramické nádoby se vyráběly v přední Asii od 2. století př. n. l. v Íránu a dalších, později islámských zemích. Měly tvar koňů, lvů, ptáků či jelenů. Odsud se dostaly do Egypta a přes Španělsko do Evropy. V Evropě se od raného středověku užívala při mši, kdy z ní ministrant nalévá vodu na ruce kněze,  ještě než vezme do ruky hostii a kalich s vínem. V té době byly akvamanily honosně zdobené, v současnosti mají tvar jednoduché konvičky.
Od 14. století se začala využívat i mimo církevní obřady. Používala ji při stolování zejména šlechta a bohaté měšťanstvo. Služebník držel akvamanilu, kterou naléval vodu na strávníkovy ruce a tekutina odtékala do připravené mísy. Stejný rituál se opakoval i při skončení hodování. Toto symbolické mytí rukou mělo připomínat poslední večeři Páně.